# 筑西市
筑西市（ちくせいし）は、茨城県の県西地域北部に位置する市。つくば市の北西約25km地点の筑波山の西側に位置する。

## 概要
2005年（平成17年）に1市3町（下館市、関城町、明野町、協和町）が対等合併して誕生した。生産量が県内1位である梨のほか、こだますいか、イチゴのとちおとめ、米など農業が盛んである。首都圏に近く平地が広い立地を活かし、複数の工業団地が造成されており、関東内陸工業地域の一角を成している。北西を栃木県と接し、栃木県南部の諸都市に近いため、通勤・通学や買い物などの行動圏は比較的、茨城県内より栃木県側に向いている。
中心市街地のある旧下館市は元々は城下町で、江戸時代以降に商業都市として発展。平成の大合併期までは県西地域で最多の人口を有する市であったため、国や県の出先機関が多く置かれて県西における行政の中核となっている。
筑西市を含む茨城県西地域では就業人口に占める農業及び製造業の比率が全国平均や県平均を上回っており、首都圏の食料供給基地やものづくり産業基地の性格を保っているが、担い手不足や地域産業の活力低下などの課題もある。
筑西市のブランドメッセージは、「しあわせをおすそわけするまち　筑西市」である。

## 地理
東京都心から北へ約70km、茨城県の北西部に位置し、東西は約15km、南北は約20kmで、面積は205.35 km2。北東端の一部に阿武隈山系に連なる標高200mほどの丘陵地帯がある他は、ほぼ全域が標高約20～60m程度の平地または極なだらかな丘陵であり、可住地面積は茨城県内の市町村中2位、市の総面積のうち約95%で居住または耕作が可能である。
複数の河川が流れ水利にも恵まれていることから古くから水田耕作が盛んであり、田耕地面積は市の総面積の約4割、畑を含めた耕地面積は市域の半分以上を占めている。
一方で2015年（平成27年）9月の平成27年9月関東・東北豪雨では、鬼怒川で溢水が発生し、川島地区や船玉地区などを中心に大規模半壊68か所、半壊3か所、床下浸水18か所、農地への被害（約253.3ha）などが発生した。そのため5年間にわたり治水対策として鬼怒川緊急対策プロジェクトが行われた。
集落・住宅地は広い市域のほぼ全域に点在し、またかつて商業の中心だった下館地区の空洞化が著しく生活行動圏が市外に広がって行った結果、年々クルマ社会の色合いが濃くなり、都市別の「1世帯あたりの自家用乗用車保有台数」で全国1位を度々記録するに至っている。

### 地名
2004年（平成16年）11月12日の総務省告示第890号で筑西市の発足が正式に決定した。また、合併に伴い住所表示中の「大字」の文字が廃止された。
- 合併協議会で新市名の候補に含まれていた「しあわせ市」（下館の「し」、明野の「あ」、協和の「わ」、関城の「せ」）は新市名の有力候補のひとつであった。合併後には新市誕生を記念した「しあわせ」[7]という菓子が販売された。
- また新市名の最終候補には「筑西市（筑波山の西の意味）」と「北つくば市」という方角的に異なる2つが含まれていた。ちなみに長野県には筑摩郡の北という意味の筑北村がある。なお筑西市の農業協同組合には、1993年（平成5年）より「北つくば」という名前が使用されている。
- 合併により筑西市になったため、平安時代からの歴史を持つとされる旧下館市の「下館」という地名は行政上消失。「筑西市甲」「筑西市乙」「筑西市丙」となってしまった中心市街地の地名について、下館地区自治委員会は住所表記の通称町名への変更を求める署名活動を2012年10月より開始（通称町名については下館市の項を参照）。

### 河川
- 鬼怒川
- 小貝川
- 勤行川

### 気候
| 下館（2002年 - 2020年）の気候      | 下館（2002年 - 2020年）の気候 | 下館（2002年 - 2020年）の気候 | 下館（2002年 - 2020年）の気候 | 下館（2002年 - 2020年）の気候 | 下館（2002年 - 2020年）の気候 | 下館（2002年 - 2020年）の気候 | 下館（2002年 - 2020年）の気候 | 下館（2002年 - 2020年）の気候 | 下館（2002年 - 2020年）の気候 | 下館（2002年 - 2020年）の気候 | 下館（2002年 - 2020年）の気候 | 下館（2002年 - 2020年）の気候 | 下館（2002年 - 2020年）の気候 |
| 月                                 | 1月                           | 2月                           | 3月                           | 4月                           | 5月                           | 6月                           | 7月                           | 8月                           | 9月                           | 10月                          | 11月                          | 12月                          | 年                            |
| ---------------------------------- | ----------------------------- | ----------------------------- | ----------------------------- | ----------------------------- | ----------------------------- | ----------------------------- | ----------------------------- | ----------------------------- | ----------------------------- | ----------------------------- | ----------------------------- | ----------------------------- | ----------------------------- |
| 最高気温記録 °C （°F）             | 18.8 (65.8)                   | 23.7 (74.7)                   | 26.3 (79.3)                   | 30.2 (86.4)                   | 33.6 (92.5)                   | 38.4 (101.1)                  | 38.5 (101.3)                  | 38.2 (100.8)                  | 36.9 (98.4)                   | 32.4 (90.3)                   | 25.1 (77.2)                   | 24.4 (75.9)                   | 38.5 (101.3)                  |
| 平均最高気温 °C （°F）             | 9.1 (48.4)                    | 10.1 (50.2)                   | 13.8 (56.8)                   | 18.9 (66)                     | 23.4 (74.1)                   | 26.2 (79.2)                   | 29.6 (85.3)                   | 31.4 (88.5)                   | 27.5 (81.5)                   | 21.7 (71.1)                   | 16.2 (61.2)                   | 11.1 (52)                     | 19.9 (67.8)                   |
| 日平均気温 °C （°F）               | 2.6 (36.7)                    | 4.0 (39.2)                    | 7.6 (45.7)                    | 12.6 (54.7)                   | 17.9 (64.2)                   | 21.3 (70.3)                   | 24.8 (76.6)                   | 26.1 (79)                     | 22.4 (72.3)                   | 16.6 (61.9)                   | 10.5 (50.9)                   | 4.9 (40.8)                    | 14.3 (57.7)                   |
| 平均最低気温 °C （°F）             | −3.2 (26.2)                   | −1.8 (28.8)                   | 1.6 (34.9)                    | 6.8 (44.2)                    | 13.1 (55.6)                   | 17.4 (63.3)                   | 21.3 (70.3)                   | 22.3 (72.1)                   | 18.6 (65.5)                   | 12.3 (54.1)                   | 5.2 (41.4)                    | −0.5 (31.1)                   | 9.4 (48.9)                    |
| 最低気温記録 °C （°F）             | −11.0 (12.2)                  | −10.0 (14)                    | −6.7 (19.9)                   | −3.1 (26.4)                   | 2.6 (36.7)                    | 9.7 (49.5)                    | 15.3 (59.5)                   | 14.5 (58.1)                   | 7.9 (46.2)                    | 1.4 (34.5)                    | −3.1 (26.4)                   | −8.5 (16.7)                   | −11.0 (12.2)                  |
| 降水量 mm （inch）                 | 40.2 (1.583)                  | 38.4 (1.512)                  | 75.2 (2.961)                  | 105.7 (4.161)                 | 117.3 (4.618)                 | 113.8 (4.48)                  | 144.0 (5.669)                 | 122.3 (4.815)                 | 150.4 (5.921)                 | 183.9 (7.24)                  | 69.1 (2.72)                   | 48.0 (1.89)                   | 1,208.3 (47.571)              |
| 平均降水日数 （≥1.0 mm）           | 3.6                           | 5.1                           | 7.8                           | 10.1                          | 10.3                          | 11.7                          | 12.4                          | 9.1                           | 10.4                          | 10.1                          | 6.5                           | 5.1                           | 102.2                         |
| 平均月間日照時間                   | 211.5                         | 180.4                         | 193.0                         | 185.5                         | 187.3                         | 140.7                         | 141.0                         | 184.7                         | 138.9                         | 140.1                         | 157.1                         | 182.3                         | 2,042.6                       |
| 出典1：Japan Meteorological Agency |                               |                               |                               |                               |                               |                               |                               |                               |                               |                               |                               |                               |                               |
| 出典2：気象庁                      |                               |                               |                               |                               |                               |                               |                               |                               |                               |                               |                               |                               |                               |

### 隣接している自治体
- 茨城県
  - 結城市
  - 下妻市
  - 桜川市
  - つくば市
  - 結城郡八千代町
- 栃木県
  - 小山市
  - 真岡市

## 人口
| |                                        |  |
| 筑西市と全国の年齢別人口分布（2005年） | 筑西市の年齢・男女別人口分布（2005年） |  |
| ■紫色 ― 筑西市 ■緑色 ― 日本全国 | ■青色 ― 男性 ■赤色 ― 女性              |  |
| 筑西市（に相当する地域）の人口の推移 \| 1970年（昭和45年） \| 98,310人 \| \| \| 1975年（昭和50年） \| 104,151人 \| \| \| 1980年（昭和55年） \| 110,846人 \| \| \| 1985年（昭和60年） \| 114,906人 \| \| \| 1990年（平成2年） \| 117,805人 \| \| \| 1995年（平成7年） \| 118,078人 \| \| \| 2000年（平成12年） \| 116,120人 \| \| \| 2005年（平成17年） \| 112,581人 \| \| \| 2010年（平成22年） \| 108,527人 \| \| \| 2015年（平成27年） \| 104,573人 \| \| \| 2020年（令和2年） \| 100,753人 \| \| |                                        |  |
| 総務省統計局 国勢調査より |                                        |  |
| 1970年（昭和45年） | 98,310人                               |  |
| 1975年（昭和50年） | 104,151人                              |  |
| 1980年（昭和55年） | 110,846人                              |  |
| 1985年（昭和60年） | 114,906人                              |  |
| 1990年（平成2年） | 117,805人                              |  |
| 1995年（平成7年） | 118,078人                              |  |
| 2000年（平成12年） | 116,120人                              |  |
| 2005年（平成17年） | 112,581人                              |  |
| 2010年（平成22年） | 108,527人                              |  |
| 2015年（平成27年） | 104,573人                              |  |
| 2020年（令和2年） | 100,753人                              |  |

## 歴史

### 年表
筑西市発足前の各市町の歴史については下館市、関城町、明野町、協和町のページを参照。

#### 筑西市発足後
- 2005年（平成17年）3月28日 - 下館市と真壁郡関城町・明野町・協和町が新設合併して、筑西市（ちくせいし）が発足。
- 2007年（平成19年）3月 - 空きテナントの多かった下館SPICAを市役所分庁舎とする。
- 2009年（平成21年）4月 - 市長選。自民・公明の推薦を受けた現職市長が破れる。
- 2011年（平成23年）3月11日 - 東北地方太平洋沖地震発生。市内で震度6強を観測、市内の学校や市民病院などが大きく破損する被害。
- 2015年（平成27年）9月10日 - 関東・東北豪雨で鬼怒川が越水。市内の伊佐山や船玉、分中地区で住居などが床上・床下浸水の被害。
- 2017年（平成29年）2月13日 - 下館SPICAに市役所本庁舎を移す。

### 行政区域変遷
- 変遷の年表

| 筑西市市域の変遷（年表） | 筑西市市域の変遷（年表） | 筑西市市域の変遷（年表） |
| 年                       | 月日                     | 旧筑西市市域に関連する行政区域変遷 |
| ------------------------ | ------------------------ | --- |
| 1889年（明治22年）       | 4月1日                   | 町村制施行により、以下の村がそれぞれ発足。 - 旧下館市 - 下館町 ← 下館城下単独で町制施行 - 伊讃村 ← 飯島村・菅谷村・外塚村・西谷貝村・神分村・西大島村・石原田村・笹塚村・小川村・下平塚村・ 栗島村・岡芹村・谷中村・伊佐山村・下川島村・女方村・九蔵新田村 - 竹島村 ← 小林村・直井村・高島村・市野辺村・稲野辺村・金丸村・川澄村 - 養蚕村 ← 成田村・島村・蕨村・塚原村・上川中子村・下中山村・川連村・茂田村・徳持村・大塚村 - 五所村 ← 森添島村・子思議村・五所宮村・小塙村・山崎村・掉ケ島村・下江連村・西山田村・上平塚村・ 大谷村・灰塚村 - 中村 ← 中館村・谷部村・林村・石塔村・泉村・口戸村・樋口村・折本村・柴山村・筑瀬村 - 河間村 ← 国府田村・上中山村・蒔田村・落合村・大関村・八田村・下高田村・羽方村・奥田村・野村 - 大田村 ← 二木成村・野殿村・下野殿村・玉戸村・西方村・西方町村・布川村 - 嘉田生崎村 ← 嘉家佐和村・飯田村・西石田村・野田村・東榎生村・西榎生村・下岡崎村 - 旧関城町 - 関本町 ← 関本分中町・関本上中町・関本上町・関本中町・関本下町・関本肥土村・船玉村・上野村 - 河内村 ← 花田村・関館村・藤ヶ谷村・板橋村・犬塚村・舟生村 - 黒子村 ← 黒子村・木戸村・梶内村・西保末村・稲荷新田・辻村・井上村・中村新田 - 旧明野町 - 大村 ← 松原村・田宿村・倉持村・山王堂村・中根村・海老ケ島村・有田村 - 長讃村 ← 猫島村・上西郷谷村・源法寺村・宮後村・宮山村・押尾村 - 上野村 ← 中上野村・赤浜村・向上野村・寺上野村・福岡新田・東石田村 - 鳥羽村 ← 海老江村・東保末村・築地村・鷺島村・成井村・高津村 - 村田村 ← 吉間村・吉田村・竹垣村・内淀村・鍋山村・下川中子村・古内村・大林村・新井新田 - 旧協和町 - 小栗村 ← 小栗村・蓬田村 - 新治村 ← 井出蛯沢村・横塚村・向川澄村・蓮沼村・門井村・久地楽村・三郷村・古郡村 - 古里村 ← 細田村・柳村・八幡村・上星谷村・下星谷村・谷永島村・下郷谷村・知行村・清水村・ 大島村・桑山村 |
| 1949年（昭和24年）       |                          | - 大田村の一部（玉戸の一部）は伊讃村に編入。 - 伊讃村の一部（飯島の一部）は大田村に編入。 |
| 1954年（昭和29年）       | 1月1日                   | 大村は町制施行して大村町となる。 |
| 1954年（昭和29年）       | 2月1日                   | 養蚕村・竹島村は下館町に編入。 |
| 1954年（昭和29年）       | 3月15日                  | 五所村・中村・河間村・大田村・嘉田生崎村は下館町に編入。 - 同日、下館町は市制施行し、下館市となる。 |
| 1954年（昭和29年）       | 11月2日                  | 長讃村の大半（猫島・上西郷谷・宮後・宮山・押尾）は大村町に編入。 |
| 1954年（昭和29年）       | 11月3日                  | 大村町・上野村・鳥羽村・村田村が合併して明野町が成立する |
| 1954年（昭和29年）       | 12月1日                  | 小栗村・新治村・古里村が合併して協和村が発足。 |
| 1956年（昭和31年）       | 8月1日                   | 関本町・河内村・黒子村が合併して関城町が発足。 |
| 1964年（昭和39年）       | 12月1日                  | 協和村は町制施行して協和町となる。 |
| 1978年（昭和53年）       |                          | - 関城町の一部（関本上中、関本上、関本肥土、船玉、藤ヶ谷の各一部）は下館市に編入。 - 協和町の一部（井出蛯沢、向川澄の各一部）は下館市に編入。 - 下館市の一部（川澄の一部）が協和町に編入。 - 下館市の一部（女方の一部）は関城町に編入。 |
| 1979年（昭和54年）       |                          | - 関城町の一部（舟生の一部）は下館市に編入。 - 旧大田村の一部（野殿の一部）は関城町に編入。 |
| 1980年（昭和55年）       |                          | 協和町の一部（小栗の一部）は岩瀬町に編入。 |
| 2005年（平成17年）       | 3月28日                  | 下館市、関城町、明野町、協和町と合併して筑西市が発足。 |

- 変遷表

| 筑西市市域の変遷表（※細かな境界の変遷は省略） | 筑西市市域の変遷表（※細かな境界の変遷は省略） | 筑西市市域の変遷表（※細かな境界の変遷は省略） | 筑西市市域の変遷表（※細かな境界の変遷は省略） | 筑西市市域の変遷表（※細かな境界の変遷は省略） | 筑西市市域の変遷表（※細かな境界の変遷は省略） | 筑西市市域の変遷表（※細かな境界の変遷は省略） | 筑西市市域の変遷表（※細かな境界の変遷は省略） |
| 1868年 以前                                   | 1868年 以前                                   | 明治元年 - 明治22年                           | 明治22年 4月1日                               | 明治22年 - 昭和64年                           | 明治22年 - 昭和64年                           | 平成元年 - 現在                               | 現在                                          |
| --------------------------------------------- | --------------------------------------------- | --------------------------------------------- | --------------------------------------------- | --------------------------------------------- | --------------------------------------------- | --------------------------------------------- | --------------------------------------------- |
|                                               | 下館城下                                      | 明治15年 下館城下                             | 下館町                                        | 昭和26年4月1日 下館町                         | 昭和29年3月15日 市制                          | 平成17年3月28日 筑西市                        | 筑西市                                        |
|                                               | 田中村                                        | 明治15年 下館城下                             | 下館町                                        | 昭和26年4月1日 下館町                         | 昭和29年3月15日 市制                          | 平成17年3月28日 筑西市                        | 筑西市                                        |
|                                               | 西郷谷村                                      | 明治15年 下館城下                             | 下館町                                        | 昭和26年4月1日 下館町                         | 昭和29年3月15日 市制                          | 平成17年3月28日 筑西市                        | 筑西市                                        |
|                                               | 粕礼新田                                      |                                               | 下館町                                        | 昭和26年4月1日 下館町                         | 昭和29年3月15日 市制                          | 平成17年3月28日 筑西市                        | 筑西市                                        |
|                                               | 飯島村                                        | 飯島村                                        | 伊讃村                                        | 昭和26年4月1日 下館町                         | 昭和29年3月15日 市制                          | 平成17年3月28日 筑西市                        | 筑西市                                        |
|                                               | 菅谷村                                        |                                               | 伊讃村                                        | 昭和26年4月1日 下館町                         | 昭和29年3月15日 市制                          | 平成17年3月28日 筑西市                        | 筑西市                                        |
|                                               | 外塚村                                        |                                               | 伊讃村                                        | 昭和26年4月1日 下館町                         | 昭和29年3月15日 市制                          | 平成17年3月28日 筑西市                        | 筑西市                                        |
|                                               | 西谷貝村                                      |                                               | 伊讃村                                        | 昭和26年4月1日 下館町                         | 昭和29年3月15日 市制                          | 平成17年3月28日 筑西市                        | 筑西市                                        |
|                                               | 神分村                                        |                                               | 伊讃村                                        | 昭和26年4月1日 下館町                         | 昭和29年3月15日 市制                          | 平成17年3月28日 筑西市                        | 筑西市                                        |
|                                               | 西大島村                                      |                                               | 伊讃村                                        | 昭和26年4月1日 下館町                         | 昭和29年3月15日 市制                          | 平成17年3月28日 筑西市                        | 筑西市                                        |
|                                               | 石原田村                                      |                                               | 伊讃村                                        | 昭和26年4月1日 下館町                         | 昭和29年3月15日 市制                          | 平成17年3月28日 筑西市                        | 筑西市                                        |
|                                               | 笹塚村                                        |                                               | 伊讃村                                        | 昭和26年4月1日 下館町                         | 昭和29年3月15日 市制                          | 平成17年3月28日 筑西市                        | 筑西市                                        |
|                                               | 小川村                                        |                                               | 伊讃村                                        | 昭和26年4月1日 下館町                         | 昭和29年3月15日 市制                          | 平成17年3月28日 筑西市                        | 筑西市                                        |
|                                               | 下平塚村                                      |                                               | 伊讃村                                        | 昭和26年4月1日 下館町                         | 昭和29年3月15日 市制                          | 平成17年3月28日 筑西市                        | 筑西市                                        |
|                                               | 栗島村                                        |                                               | 伊讃村                                        | 昭和26年4月1日 下館町                         | 昭和29年3月15日 市制                          | 平成17年3月28日 筑西市                        | 筑西市                                        |
|                                               | 岡芹村                                        |                                               | 伊讃村                                        | 昭和26年4月1日 下館町                         | 昭和29年3月15日 市制                          | 平成17年3月28日 筑西市                        | 筑西市                                        |
|                                               | 谷中村                                        |                                               | 伊讃村                                        | 昭和26年4月1日 下館町                         | 昭和29年3月15日 市制                          | 平成17年3月28日 筑西市                        | 筑西市                                        |
|                                               | 伊佐山村                                      |                                               | 伊讃村                                        | 昭和26年4月1日 下館町                         | 昭和29年3月15日 市制                          | 平成17年3月28日 筑西市                        | 筑西市                                        |
|                                               | 下川島村                                      |                                               | 伊讃村                                        | 昭和26年4月1日 下館町                         | 昭和29年3月15日 市制                          | 平成17年3月28日 筑西市                        | 筑西市                                        |
|                                               | 女方村                                        |                                               | 伊讃村                                        | 昭和26年4月1日 下館町                         | 昭和29年3月15日 市制                          | 平成17年3月28日 筑西市                        | 筑西市                                        |
|                                               | 九蔵新田村                                    |                                               | 伊讃村                                        | 昭和26年4月1日 下館町                         | 昭和29年3月15日 市制                          | 平成17年3月28日 筑西市                        | 筑西市                                        |
|                                               | 小林村                                        | 小林村                                        | 竹島村                                        | 昭和29年2月1日 下館町に編入                   | 昭和29年3月15日 市制                          | 平成17年3月28日 筑西市                        | 筑西市                                        |
|                                               | 直井村                                        |                                               | 竹島村                                        | 昭和29年2月1日 下館町に編入                   | 昭和29年3月15日 市制                          | 平成17年3月28日 筑西市                        | 筑西市                                        |
|                                               | 高島村                                        |                                               | 竹島村                                        | 昭和29年2月1日 下館町に編入                   | 昭和29年3月15日 市制                          | 平成17年3月28日 筑西市                        | 筑西市                                        |
|                                               | 市野辺村                                      |                                               | 竹島村                                        | 昭和29年2月1日 下館町に編入                   | 昭和29年3月15日 市制                          | 平成17年3月28日 筑西市                        | 筑西市                                        |
|                                               | 稲野辺村                                      |                                               | 竹島村                                        | 昭和29年2月1日 下館町に編入                   | 昭和29年3月15日 市制                          | 平成17年3月28日 筑西市                        | 筑西市                                        |
|                                               | 金丸村                                        |                                               | 竹島村                                        | 昭和29年2月1日 下館町に編入                   | 昭和29年3月15日 市制                          | 平成17年3月28日 筑西市                        | 筑西市                                        |
|                                               | 川澄村                                        |                                               | 竹島村                                        | 昭和29年2月1日 下館町に編入                   | 昭和29年3月15日 市制                          | 平成17年3月28日 筑西市                        | 筑西市                                        |
|                                               | 成田村                                        | 成田村                                        | 養蚕村                                        | 昭和29年2月1日 下館町に編入                   | 昭和29年3月15日 市制                          | 平成17年3月28日 筑西市                        | 筑西市                                        |
|                                               | 島村                                          |                                               | 養蚕村                                        | 昭和29年2月1日 下館町に編入                   | 昭和29年3月15日 市制                          | 平成17年3月28日 筑西市                        | 筑西市                                        |
|                                               | 蕨村                                          |                                               | 養蚕村                                        | 昭和29年2月1日 下館町に編入                   | 昭和29年3月15日 市制                          | 平成17年3月28日 筑西市                        | 筑西市                                        |
|                                               | 塚原村                                        |                                               | 養蚕村                                        | 昭和29年2月1日 下館町に編入                   | 昭和29年3月15日 市制                          | 平成17年3月28日 筑西市                        | 筑西市                                        |
|                                               | 上川中子村                                    |                                               | 養蚕村                                        | 昭和29年2月1日 下館町に編入                   | 昭和29年3月15日 市制                          | 平成17年3月28日 筑西市                        | 筑西市                                        |
|                                               | 下中山村                                      |                                               | 養蚕村                                        | 昭和29年2月1日 下館町に編入                   | 昭和29年3月15日 市制                          | 平成17年3月28日 筑西市                        | 筑西市                                        |
|                                               | 川連村                                        |                                               | 養蚕村                                        | 昭和29年2月1日 下館町に編入                   | 昭和29年3月15日 市制                          | 平成17年3月28日 筑西市                        | 筑西市                                        |
|                                               | 茂田村                                        |                                               | 養蚕村                                        | 昭和29年2月1日 下館町に編入                   | 昭和29年3月15日 市制                          | 平成17年3月28日 筑西市                        | 筑西市                                        |
|                                               | 徳持村                                        |                                               | 養蚕村                                        | 昭和29年2月1日 下館町に編入                   | 昭和29年3月15日 市制                          | 平成17年3月28日 筑西市                        | 筑西市                                        |
|                                               | 大塚村                                        |                                               | 養蚕村                                        | 昭和29年2月1日 下館町に編入                   | 昭和29年3月15日 市制                          | 平成17年3月28日 筑西市                        | 筑西市                                        |
|                                               | 森添島村                                      | 森添島村                                      | 五所村                                        | 五所村                                        | 昭和29年3月15日 下館町に編入                  | 平成17年3月28日 筑西市                        | 筑西市                                        |
|                                               | 子思議村                                      |                                               | 五所村                                        | 五所村                                        | 昭和29年3月15日 下館町に編入                  | 平成17年3月28日 筑西市                        | 筑西市                                        |
|                                               | 五所宮村                                      |                                               | 五所村                                        | 五所村                                        | 昭和29年3月15日 下館町に編入                  | 平成17年3月28日 筑西市                        | 筑西市                                        |
|                                               | 小塙村                                        |                                               | 五所村                                        | 五所村                                        | 昭和29年3月15日 下館町に編入                  | 平成17年3月28日 筑西市                        | 筑西市                                        |
|                                               | 山崎村                                        |                                               | 五所村                                        | 五所村                                        | 昭和29年3月15日 下館町に編入                  | 平成17年3月28日 筑西市                        | 筑西市                                        |
|                                               | 掉ケ島村                                      |                                               | 五所村                                        | 五所村                                        | 昭和29年3月15日 下館町に編入                  | 平成17年3月28日 筑西市                        | 筑西市                                        |
|                                               | 下江連村                                      |                                               | 五所村                                        | 五所村                                        | 昭和29年3月15日 下館町に編入                  | 平成17年3月28日 筑西市                        | 筑西市                                        |
|                                               | 西山田村                                      |                                               | 五所村                                        | 五所村                                        | 昭和29年3月15日 下館町に編入                  | 平成17年3月28日 筑西市                        | 筑西市                                        |
|                                               | 上平塚村                                      |                                               | 五所村                                        | 五所村                                        | 昭和29年3月15日 下館町に編入                  | 平成17年3月28日 筑西市                        | 筑西市                                        |
|                                               | 大谷村                                        |                                               | 五所村                                        | 五所村                                        | 昭和29年3月15日 下館町に編入                  | 平成17年3月28日 筑西市                        | 筑西市                                        |
|                                               | 灰塚村                                        |                                               | 五所村                                        | 五所村                                        | 昭和29年3月15日 下館町に編入                  | 平成17年3月28日 筑西市                        | 筑西市                                        |
|                                               | 中館村                                        | 中館村                                        | 中村                                          | 中村                                          | 昭和29年3月15日 下館町に編入                  | 平成17年3月28日 筑西市                        | 筑西市                                        |
|                                               | 谷部村                                        |                                               | 中村                                          | 中村                                          | 昭和29年3月15日 下館町に編入                  | 平成17年3月28日 筑西市                        | 筑西市                                        |
|                                               | 林村                                          |                                               | 中村                                          | 中村                                          | 昭和29年3月15日 下館町に編入                  | 平成17年3月28日 筑西市                        | 筑西市                                        |
|                                               | 石塔村                                        |                                               | 中村                                          | 中村                                          | 昭和29年3月15日 下館町に編入                  | 平成17年3月28日 筑西市                        | 筑西市                                        |
|                                               | 泉村                                          |                                               | 中村                                          | 中村                                          | 昭和29年3月15日 下館町に編入                  | 平成17年3月28日 筑西市                        | 筑西市                                        |
|                                               | 口戸村                                        |                                               | 中村                                          | 中村                                          | 昭和29年3月15日 下館町に編入                  | 平成17年3月28日 筑西市                        | 筑西市                                        |
|                                               | 樋口村                                        |                                               | 中村                                          | 中村                                          | 昭和29年3月15日 下館町に編入                  | 平成17年3月28日 筑西市                        | 筑西市                                        |
|                                               | 折本村                                        |                                               | 中村                                          | 中村                                          | 昭和29年3月15日 下館町に編入                  | 平成17年3月28日 筑西市                        | 筑西市                                        |
|                                               | 柴山村                                        |                                               | 中村                                          | 中村                                          | 昭和29年3月15日 下館町に編入                  | 平成17年3月28日 筑西市                        | 筑西市                                        |
|                                               | 筑瀬村                                        |                                               | 中村                                          | 中村                                          | 昭和29年3月15日 下館町に編入                  | 平成17年3月28日 筑西市                        | 筑西市                                        |
|                                               | 国府田村                                      | 国府田村                                      | 河間村                                        | 河間村                                        | 昭和29年3月15日 下館町に編入                  | 平成17年3月28日 筑西市                        | 筑西市                                        |
|                                               | 上中山村                                      |                                               | 河間村                                        | 河間村                                        | 昭和29年3月15日 下館町に編入                  | 平成17年3月28日 筑西市                        | 筑西市                                        |
|                                               | 蒔田村                                        |                                               | 河間村                                        | 河間村                                        | 昭和29年3月15日 下館町に編入                  | 平成17年3月28日 筑西市                        | 筑西市                                        |
|                                               | 落合村                                        |                                               | 河間村                                        | 河間村                                        | 昭和29年3月15日 下館町に編入                  | 平成17年3月28日 筑西市                        | 筑西市                                        |
|                                               | 北大関村                                      | 明治11年 大関村                               | 河間村                                        | 河間村                                        | 昭和29年3月15日 下館町に編入                  | 平成17年3月28日 筑西市                        | 筑西市                                        |
|                                               | 南大関村                                      | 明治11年 大関村                               | 河間村                                        | 河間村                                        | 昭和29年3月15日 下館町に編入                  | 平成17年3月28日 筑西市                        | 筑西市                                        |
|                                               | 八田村                                        |                                               | 河間村                                        | 河間村                                        | 昭和29年3月15日 下館町に編入                  | 平成17年3月28日 筑西市                        | 筑西市                                        |
|                                               | 下高田村                                      |                                               | 河間村                                        | 河間村                                        | 昭和29年3月15日 下館町に編入                  | 平成17年3月28日 筑西市                        | 筑西市                                        |
|                                               | 羽方村                                        |                                               | 河間村                                        | 河間村                                        | 昭和29年3月15日 下館町に編入                  | 平成17年3月28日 筑西市                        | 筑西市                                        |
|                                               | 奥田新田村                                    | 明治18年 奥田村                               | 河間村                                        | 河間村                                        | 昭和29年3月15日 下館町に編入                  | 平成17年3月28日 筑西市                        | 筑西市                                        |
|                                               | 野村                                          |                                               | 河間村                                        | 河間村                                        | 昭和29年3月15日 下館町に編入                  | 平成17年3月28日 筑西市                        | 筑西市                                        |
|                                               | 二木成村                                      | 二木成村                                      | 大田村                                        | 大田村                                        | 昭和29年3月15日 下館町に編入                  | 平成17年3月28日 筑西市                        | 筑西市                                        |
|                                               | 野殿村                                        |                                               | 大田村                                        | 大田村                                        | 昭和29年3月15日 下館町に編入                  | 平成17年3月28日 筑西市                        | 筑西市                                        |
|                                               | 下野殿村                                      |                                               | 大田村                                        | 大田村                                        | 昭和29年3月15日 下館町に編入                  | 平成17年3月28日 筑西市                        | 筑西市                                        |
|                                               | 玉戸村                                        |                                               | 大田村                                        | 大田村                                        | 昭和29年3月15日 下館町に編入                  | 平成17年3月28日 筑西市                        | 筑西市                                        |
|                                               | 西方村                                        |                                               | 大田村                                        | 大田村                                        | 昭和29年3月15日 下館町に編入                  | 平成17年3月28日 筑西市                        | 筑西市                                        |
|                                               | 西方町村                                      |                                               | 大田村                                        | 大田村                                        | 昭和29年3月15日 下館町に編入                  | 平成17年3月28日 筑西市                        | 筑西市                                        |
|                                               | 布川村                                        |                                               | 大田村                                        | 大田村                                        | 昭和29年3月15日 下館町に編入                  | 平成17年3月28日 筑西市                        | 筑西市                                        |
|                                               | 嘉家佐和村                                    | 嘉家佐和村                                    | 嘉田生崎村                                    | 嘉田生崎村                                    | 昭和29年3月15日 下館町に編入                  | 平成17年3月28日 筑西市                        | 筑西市                                        |
|                                               | 飯田村                                        |                                               | 嘉田生崎村                                    | 嘉田生崎村                                    | 昭和29年3月15日 下館町に編入                  | 平成17年3月28日 筑西市                        | 筑西市                                        |
|                                               | 西石田村                                      |                                               | 嘉田生崎村                                    | 嘉田生崎村                                    | 昭和29年3月15日 下館町に編入                  | 平成17年3月28日 筑西市                        | 筑西市                                        |
|                                               | 野田村                                        |                                               | 嘉田生崎村                                    | 嘉田生崎村                                    | 昭和29年3月15日 下館町に編入                  | 平成17年3月28日 筑西市                        | 筑西市                                        |
|                                               | 東榎生村                                      |                                               | 嘉田生崎村                                    | 嘉田生崎村                                    | 昭和29年3月15日 下館町に編入                  | 平成17年3月28日 筑西市                        | 筑西市                                        |
|                                               | 西榎生村                                      |                                               | 嘉田生崎村                                    | 嘉田生崎村                                    | 昭和29年3月15日 下館町に編入                  | 平成17年3月28日 筑西市                        | 筑西市                                        |
|                                               | 下岡崎村                                      |                                               | 嘉田生崎村                                    | 嘉田生崎村                                    | 昭和29年3月15日 下館町に編入                  | 平成17年3月28日 筑西市                        | 筑西市                                        |
|                                               | 関本分中町                                    | 関本分中町                                    | 関本町                                        | 昭和31年8月1日 関城町                         | 昭和31年8月1日 関城町                         | 平成17年3月28日 筑西市                        | 筑西市                                        |
|                                               | 関本上中町                                    |                                               | 関本町                                        | 昭和31年8月1日 関城町                         | 昭和31年8月1日 関城町                         | 平成17年3月28日 筑西市                        | 筑西市                                        |
|                                               | 関本上町                                      |                                               | 関本町                                        | 昭和31年8月1日 関城町                         | 昭和31年8月1日 関城町                         | 平成17年3月28日 筑西市                        | 筑西市                                        |
|                                               | 関本中町                                      |                                               | 関本町                                        | 昭和31年8月1日 関城町                         | 昭和31年8月1日 関城町                         | 平成17年3月28日 筑西市                        | 筑西市                                        |
|                                               | 関本下町                                      |                                               | 関本町                                        | 昭和31年8月1日 関城町                         | 昭和31年8月1日 関城町                         | 平成17年3月28日 筑西市                        | 筑西市                                        |
|                                               | 関本肥土村                                    |                                               | 関本町                                        | 昭和31年8月1日 関城町                         | 昭和31年8月1日 関城町                         | 平成17年3月28日 筑西市                        | 筑西市                                        |
|                                               | 船玉村                                        |                                               | 関本町                                        | 昭和31年8月1日 関城町                         | 昭和31年8月1日 関城町                         | 平成17年3月28日 筑西市                        | 筑西市                                        |
|                                               | 上野村                                        |                                               | 関本町                                        | 昭和31年8月1日 関城町                         | 昭和31年8月1日 関城町                         | 平成17年3月28日 筑西市                        | 筑西市                                        |
|                                               | 花田村                                        | 花田村                                        | 河内村                                        | 昭和31年8月1日 関城町                         | 昭和31年8月1日 関城町                         | 平成17年3月28日 筑西市                        | 筑西市                                        |
|                                               | 関館村                                        |                                               | 河内村                                        | 昭和31年8月1日 関城町                         | 昭和31年8月1日 関城町                         | 平成17年3月28日 筑西市                        | 筑西市                                        |
|                                               | 藤ヶ谷村                                      |                                               | 河内村                                        | 昭和31年8月1日 関城町                         | 昭和31年8月1日 関城町                         | 平成17年3月28日 筑西市                        | 筑西市                                        |
|                                               | 板橋村                                        | 明治9年 板橋村                                | 河内村                                        | 昭和31年8月1日 関城町                         | 昭和31年8月1日 関城町                         | 平成17年3月28日 筑西市                        | 筑西市                                        |
|                                               | 板橋新田                                      | 明治9年 板橋村                                | 河内村                                        | 昭和31年8月1日 関城町                         | 昭和31年8月1日 関城町                         | 平成17年3月28日 筑西市                        | 筑西市                                        |
|                                               | 犬塚村                                        | 明治9年 犬塚村                                | 河内村                                        | 昭和31年8月1日 関城町                         | 昭和31年8月1日 関城町                         | 平成17年3月28日 筑西市                        | 筑西市                                        |
|                                               | 犬塚新田                                      | 明治9年 犬塚村                                | 河内村                                        | 昭和31年8月1日 関城町                         | 昭和31年8月1日 関城町                         | 平成17年3月28日 筑西市                        | 筑西市                                        |
|                                               | 舟生村                                        |                                               | 河内村                                        | 昭和31年8月1日 関城町                         | 昭和31年8月1日 関城町                         | 平成17年3月28日 筑西市                        | 筑西市                                        |
|                                               | 黒子村                                        | 黒子村                                        | 黒子村                                        | 昭和31年8月1日 関城町                         | 昭和31年8月1日 関城町                         | 平成17年3月28日 筑西市                        | 筑西市                                        |
|                                               | 木戸村                                        |                                               | 黒子村                                        | 昭和31年8月1日 関城町                         | 昭和31年8月1日 関城町                         | 平成17年3月28日 筑西市                        | 筑西市                                        |
|                                               | 梶内村                                        |                                               | 黒子村                                        | 昭和31年8月1日 関城町                         | 昭和31年8月1日 関城町                         | 平成17年3月28日 筑西市                        | 筑西市                                        |
|                                               | 西保末村                                      |                                               | 黒子村                                        | 昭和31年8月1日 関城町                         | 昭和31年8月1日 関城町                         | 平成17年3月28日 筑西市                        | 筑西市                                        |
|                                               | 稲荷新田                                      |                                               | 黒子村                                        | 昭和31年8月1日 関城町                         | 昭和31年8月1日 関城町                         | 平成17年3月28日 筑西市                        | 筑西市                                        |
|                                               | 辻村                                          |                                               | 黒子村                                        | 昭和31年8月1日 関城町                         | 昭和31年8月1日 関城町                         | 平成17年3月28日 筑西市                        | 筑西市                                        |
|                                               | 井上村                                        |                                               | 黒子村                                        | 昭和31年8月1日 関城町                         | 昭和31年8月1日 関城町                         | 平成17年3月28日 筑西市                        | 筑西市                                        |
|                                               | 中村新田                                      |                                               | 黒子村                                        | 昭和31年8月1日 関城町                         | 昭和31年8月1日 関城町                         | 平成17年3月28日 筑西市                        | 筑西市                                        |
|                                               | 松原村                                        | 松原村                                        | 大村                                          | 昭和29年1月1日 町制                           | 昭和29年11月13日 明野町                       | 平成17年3月28日 筑西市                        | 筑西市                                        |
|                                               | 田宿村                                        |                                               | 大村                                          | 昭和29年1月1日 町制                           | 昭和29年11月13日 明野町                       | 平成17年3月28日 筑西市                        | 筑西市                                        |
|                                               | 倉持村                                        |                                               | 大村                                          | 昭和29年1月1日 町制                           | 昭和29年11月13日 明野町                       | 平成17年3月28日 筑西市                        | 筑西市                                        |
|                                               | 山王堂村                                      |                                               | 大村                                          | 昭和29年1月1日 町制                           | 昭和29年11月13日 明野町                       | 平成17年3月28日 筑西市                        | 筑西市                                        |
|                                               | 中根村                                        |                                               | 大村                                          | 昭和29年1月1日 町制                           | 昭和29年11月13日 明野町                       | 平成17年3月28日 筑西市                        | 筑西市                                        |
|                                               | 海老ケ島村                                    |                                               | 大村                                          | 昭和29年1月1日 町制                           | 昭和29年11月13日 明野町                       | 平成17年3月28日 筑西市                        | 筑西市                                        |
|                                               | 有田村                                        |                                               | 大村                                          | 昭和29年1月1日 町制                           | 昭和29年11月13日 明野町                       | 平成17年3月28日 筑西市                        | 筑西市                                        |
|                                               | 猫島村                                        | 猫島村                                        | 長讃村 の一部                                 | 昭和29年11月2日 大村町に編入                  | 昭和29年11月13日 明野町                       | 平成17年3月28日 筑西市                        | 筑西市                                        |
|                                               | 上西郷谷村                                    |                                               | 長讃村 の一部                                 | 昭和29年11月2日 大村町に編入                  | 昭和29年11月13日 明野町                       | 平成17年3月28日 筑西市                        | 筑西市                                        |
|                                               | 宮後村                                        |                                               | 長讃村 の一部                                 | 昭和29年11月2日 大村町に編入                  | 昭和29年11月13日 明野町                       | 平成17年3月28日 筑西市                        | 筑西市                                        |
|                                               | 宮山村                                        |                                               | 長讃村 の一部                                 | 昭和29年11月2日 大村町に編入                  | 昭和29年11月13日 明野町                       | 平成17年3月28日 筑西市                        | 筑西市                                        |
|                                               | 押尾村                                        |                                               | 長讃村 の一部                                 | 昭和29年11月2日 大村町に編入                  | 昭和29年11月13日 明野町                       | 平成17年3月28日 筑西市                        | 筑西市                                        |
|                                               | 中上野村                                      | 中上野村                                      | 上野村                                        | 上野村                                        | 昭和29年11月13日 明野町                       | 平成17年3月28日 筑西市                        | 筑西市                                        |
|                                               | 赤浜村                                        |                                               | 上野村                                        | 上野村                                        | 昭和29年11月13日 明野町                       | 平成17年3月28日 筑西市                        | 筑西市                                        |
|                                               | 向上野村                                      |                                               | 上野村                                        | 上野村                                        | 昭和29年11月13日 明野町                       | 平成17年3月28日 筑西市                        | 筑西市                                        |
|                                               | 寺上野村                                      |                                               | 上野村                                        | 上野村                                        | 昭和29年11月13日 明野町                       | 平成17年3月28日 筑西市                        | 筑西市                                        |
|                                               | 福岡新田                                      |                                               | 上野村                                        | 上野村                                        | 昭和29年11月13日 明野町                       | 平成17年3月28日 筑西市                        | 筑西市                                        |
|                                               | 石田村                                        | 明治元年 東石田村                             | 上野村                                        | 上野村                                        | 昭和29年11月13日 明野町                       | 平成17年3月28日 筑西市                        | 筑西市                                        |
|                                               | 海老江村                                      | 海老江村                                      | 鳥羽村                                        | 鳥羽村                                        | 昭和29年11月13日 明野町                       | 平成17年3月28日 筑西市                        | 筑西市                                        |
|                                               | 東保末村                                      |                                               | 鳥羽村                                        | 鳥羽村                                        | 昭和29年11月13日 明野町                       | 平成17年3月28日 筑西市                        | 筑西市                                        |
|                                               | 築地村                                        |                                               | 鳥羽村                                        | 鳥羽村                                        | 昭和29年11月13日 明野町                       | 平成17年3月28日 筑西市                        | 筑西市                                        |
|                                               | 鷺島村                                        |                                               | 鳥羽村                                        | 鳥羽村                                        | 昭和29年11月13日 明野町                       | 平成17年3月28日 筑西市                        | 筑西市                                        |
|                                               | 成井村                                        |                                               | 鳥羽村                                        | 鳥羽村                                        | 昭和29年11月13日 明野町                       | 平成17年3月28日 筑西市                        | 筑西市                                        |
|                                               | 高津村                                        |                                               | 鳥羽村                                        | 鳥羽村                                        | 昭和29年11月13日 明野町                       | 平成17年3月28日 筑西市                        | 筑西市                                        |
|                                               | 吉間村                                        | 吉間村                                        | 村田村                                        | 村田村                                        | 昭和29年11月13日 明野町                       | 平成17年3月28日 筑西市                        | 筑西市                                        |
|                                               | 吉田村                                        |                                               | 村田村                                        | 村田村                                        | 昭和29年11月13日 明野町                       | 平成17年3月28日 筑西市                        | 筑西市                                        |
|                                               | 竹垣村                                        |                                               | 村田村                                        | 村田村                                        | 昭和29年11月13日 明野町                       | 平成17年3月28日 筑西市                        | 筑西市                                        |
|                                               | 内淀村                                        |                                               | 村田村                                        | 村田村                                        | 昭和29年11月13日 明野町                       | 平成17年3月28日 筑西市                        | 筑西市                                        |
|                                               | 鍋山村                                        |                                               | 村田村                                        | 村田村                                        | 昭和29年11月13日 明野町                       | 平成17年3月28日 筑西市                        | 筑西市                                        |
|                                               | 下川中子村                                    |                                               | 村田村                                        | 村田村                                        | 昭和29年11月13日 明野町                       | 平成17年3月28日 筑西市                        | 筑西市                                        |
|                                               | 古内村                                        |                                               | 村田村                                        | 村田村                                        | 昭和29年11月13日 明野町                       | 平成17年3月28日 筑西市                        | 筑西市                                        |
|                                               | 大林村                                        |                                               | 村田村                                        | 村田村                                        | 昭和29年11月13日 明野町                       | 平成17年3月28日 筑西市                        | 筑西市                                        |
|                                               | 新井新田                                      |                                               | 村田村                                        | 村田村                                        | 昭和29年11月13日 明野町                       | 平成17年3月28日 筑西市                        | 筑西市                                        |
|                                               | 小栗村                                        | 小栗村                                        | 小栗村                                        | 昭和29年12月1日 協和村                        | 昭和39年12月1日 町制                          | 平成17年3月28日 筑西市                        | 筑西市                                        |
|                                               | 蓬田村                                        |                                               | 小栗村                                        | 昭和29年12月1日 協和村                        | 昭和39年12月1日 町制                          | 平成17年3月28日 筑西市                        | 筑西市                                        |
|                                               | 井出村                                        | 明治9年 井出蛯沢村                            | 新治村                                        | 昭和29年12月1日 協和村                        | 昭和39年12月1日 町制                          | 平成17年3月28日 筑西市                        | 筑西市                                        |
|                                               | 海老沢村                                      | 明治9年 井出蛯沢村                            | 新治村                                        | 昭和29年12月1日 協和村                        | 昭和39年12月1日 町制                          | 平成17年3月28日 筑西市                        | 筑西市                                        |
|                                               | 横塚村                                        |                                               | 新治村                                        | 昭和29年12月1日 協和村                        | 昭和39年12月1日 町制                          | 平成17年3月28日 筑西市                        | 筑西市                                        |
|                                               | 向川澄村                                      |                                               | 新治村                                        | 昭和29年12月1日 協和村                        | 昭和39年12月1日 町制                          | 平成17年3月28日 筑西市                        | 筑西市                                        |
|                                               | 東蓮沼村                                      | 明治11年 蓮沼村                               | 新治村                                        | 昭和29年12月1日 協和村                        | 昭和39年12月1日 町制                          | 平成17年3月28日 筑西市                        | 筑西市                                        |
|                                               | 西蓮沼村                                      | 明治11年 蓮沼村                               | 新治村                                        | 昭和29年12月1日 協和村                        | 昭和39年12月1日 町制                          | 平成17年3月28日 筑西市                        | 筑西市                                        |
|                                               | 門井村                                        |                                               | 新治村                                        | 昭和29年12月1日 協和村                        | 昭和39年12月1日 町制                          | 平成17年3月28日 筑西市                        | 筑西市                                        |
|                                               | 久地楽村                                      |                                               | 新治村                                        | 昭和29年12月1日 協和村                        | 昭和39年12月1日 町制                          | 平成17年3月28日 筑西市                        | 筑西市                                        |
|                                               | 荻島村                                        | 明治11年 三郷村                               | 新治村                                        | 昭和29年12月1日 協和村                        | 昭和39年12月1日 町制                          | 平成17年3月28日 筑西市                        | 筑西市                                        |
|                                               | 徳永村                                        | 明治11年 三郷村                               | 新治村                                        | 昭和29年12月1日 協和村                        | 昭和39年12月1日 町制                          | 平成17年3月28日 筑西市                        | 筑西市                                        |
|                                               | 古郡村                                        |                                               | 新治村                                        | 昭和29年12月1日 協和村                        | 昭和39年12月1日 町制                          | 平成17年3月28日 筑西市                        | 筑西市                                        |
|                                               | 細田村                                        | 細田村                                        | 古里村                                        | 昭和29年12月1日 協和村                        | 昭和39年12月1日 町制                          | 平成17年3月28日 筑西市                        | 筑西市                                        |
|                                               | 柳村                                          |                                               | 古里村                                        | 昭和29年12月1日 協和村                        | 昭和39年12月1日 町制                          | 平成17年3月28日 筑西市                        | 筑西市                                        |
|                                               | 八幡村                                        |                                               | 古里村                                        | 昭和29年12月1日 協和村                        | 昭和39年12月1日 町制                          | 平成17年3月28日 筑西市                        | 筑西市                                        |
|                                               | 上星谷村                                      |                                               | 古里村                                        | 昭和29年12月1日 協和村                        | 昭和39年12月1日 町制                          | 平成17年3月28日 筑西市                        | 筑西市                                        |
|                                               | 下星谷村                                      |                                               | 古里村                                        | 昭和29年12月1日 協和村                        | 昭和39年12月1日 町制                          | 平成17年3月28日 筑西市                        | 筑西市                                        |
|                                               | 谷永島村                                      |                                               | 古里村                                        | 昭和29年12月1日 協和村                        | 昭和39年12月1日 町制                          | 平成17年3月28日 筑西市                        | 筑西市                                        |
|                                               | 下郷谷村                                      |                                               | 古里村                                        | 昭和29年12月1日 協和村                        | 昭和39年12月1日 町制                          | 平成17年3月28日 筑西市                        | 筑西市                                        |
|                                               | 知行村                                        |                                               | 古里村                                        | 昭和29年12月1日 協和村                        | 昭和39年12月1日 町制                          | 平成17年3月28日 筑西市                        | 筑西市                                        |
|                                               | 清水村                                        |                                               | 古里村                                        | 昭和29年12月1日 協和村                        | 昭和39年12月1日 町制                          | 平成17年3月28日 筑西市                        | 筑西市                                        |
|                                               | 大島村                                        |                                               | 古里村                                        | 昭和29年12月1日 協和村                        | 昭和39年12月1日 町制                          | 平成17年3月28日 筑西市                        | 筑西市                                        |
|                                               | 桑山村                                        | 明治22年以前 桑山村                           | 古里村                                        | 昭和29年12月1日 協和村                        | 昭和39年12月1日 町制                          | 平成17年3月28日 筑西市                        | 筑西市                                        |
|                                               | 栗崎村新田                                    | 明治22年以前 桑山村                           | 古里村                                        | 昭和29年12月1日 協和村                        | 昭和39年12月1日 町制                          | 平成17年3月28日 筑西市                        | 筑西市                                        |

## 行政

### 歴代市長
| 代   | 氏名       | 就任日        | 退任日        | 備考 |
| ---- | ---------- | ------------- | ------------- | ---- |
| 初代 | 冨山省三   | 2005年4月24日 | 2009年4月23日 | 1期  |
| 2代  | 吉澤範夫   | 2009年4月24日 | 2013年4月23日 | 1期  |
| 3代  | 須藤茂     | 2013年4月24日 | 2025年4月23日 | 3期  |
| 4代  | 設楽詠美子 | 2025年4月24日 | 現職          |      |

### 友好都市
- 岡山県高梁市

合併前の旧下館市が、江戸時代初期に下館藩主であった水谷（みずのや）家が備中松山（現・高梁市）に移ったという歴史的経緯にちなんで友好都市関係を締結。合併後の筑西市がそれを引き継いだ。

### 第三セクター等
- 筑西市開発公社
- 下館都市開発(株)

### 出先機関
- 国
  - 水戸地方裁判所下館簡易裁判所
  - 水戸地方法務局筑西出張所
  - 筑西公共職業安定所（ハローワーク筑西）
  - 日本年金機構下館年金事務所
  - 下館税務署
  - 筑西労働基準監督署
  - 国土交通省関東地方整備局下館河川事務所
- 県
  - 茨城県県西地方総合事務所
  - 茨城県筑西県税事務所
  - 茨城県県西生涯学習センター
  - 茨城県筑西児童相談所
  - 茨城県筑西保健所
  - 茨城県西部行政管轄局本部

## 議会

### 市議会
- 定数：24人
- 任期：2023年4月26日 - 2027年4月25日
- 議長：田中隆徳
- 副議長：小倉ひと美

### 県議会
- 選挙区：筑西市選挙区
- 定数：2人
- 任期：2023年1月8日 - 2027年1月7日
- 投票日：2022年12月11日
- 当日有権者数：84,753人
- 投票率：43.26％

| 候補者名   | 当落 | 年齢 | 所属党派   | 新旧別 | 得票数   | 備考                  |
| ---------- | ---- | ---- | ---------- | ------ | -------- | --------------------- |
| 設楽詠美子 | 当   | 46   | 立憲民主党 | 現     | 12,677票 | 2025年3月31日に辞職。 |
| 水柿一俊   | 当   | 66   | 自由民主党 | 現     | 12,015票 |                       |
| 宮崎勇     | 落   | 57   | 無所属     | 元     | 11,531票 |                       |

### 衆議院
- 選挙区：茨城1区（水戸市、笠間市、筑西市、桜川市、城里町）
- 投票日：2024年10月27日
- 当日有権者数：418,446人
- 投票率：51.28％

| 当落 | 候補者名   | 年齢 | 所属党派     | 新旧別 | 得票数   | 重複 |
| ---- | ---------- | ---- | ------------ | ------ | -------- | ---- |
| 当   | 福島伸享   | 54   | 無所属       | 前     | 94,243票 |      |
| 比当 | 田所嘉徳   | 70   | 自由民主党   | 前     | 76,960票 | ○    |
|      | 武藤優子   | 60   | 日本維新の会 | 新     | 23,619票 | ○    |
|      | 高橋誠一郎 | 29   | 日本共産党   | 新     | 14,565票 | ○    |

## 教育
- 中高一貫校
  - 茨城県立下館第一高等学校・附属中学校

- 高等学校
  - 茨城県立下館第二高等学校
  - 茨城県立下館工業高等学校
  - 茨城県立明野高等学校

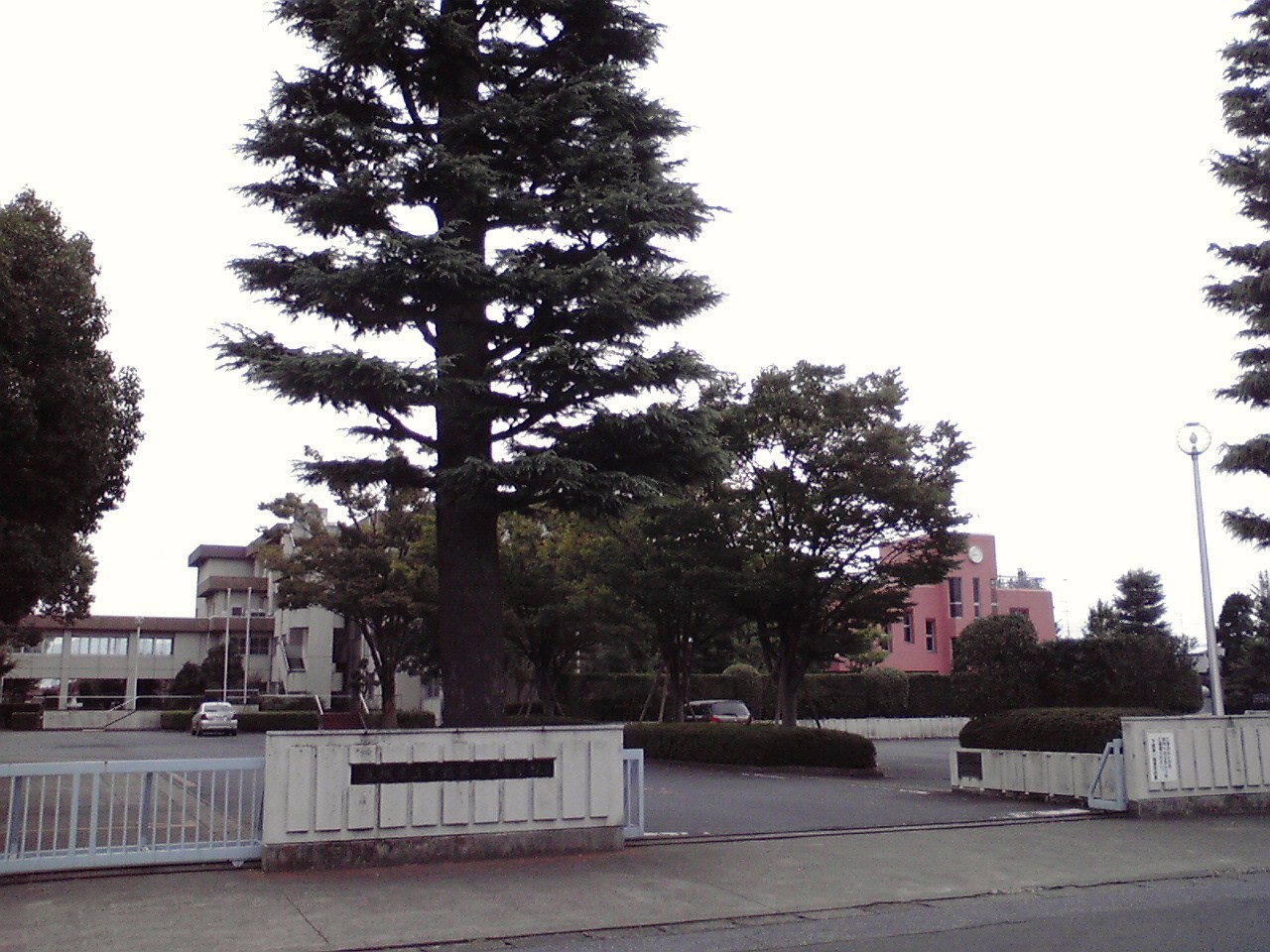
茨城県立下館第一高等学校・附属中学校

  - 学校法人細谷学園 細谷高等専修学校（茨城県立水戸南高等学校技能連携校）

- 義務教育学校
  - 筑西市立明野五葉学園

- 中学校
  - 筑西市立下館中学校
  - 筑西市立下館西中学校
  - 筑西市立下館南中学校
  - 筑西市立関城中学校
  - 筑西市立協和中学校

- 小学校
  - 筑西市立下館小学校
  - 筑西市立伊讃小学校
  - 筑西市立川島小学校
  - 筑西市立竹島小学校
  - 筑西市立養蚕小学校
  - 筑西市立五所小学校
  - 筑西市立中小学校
  - 筑西市立河間小学校
  - 筑西市立大田小学校
  - 筑西市立嘉田生崎小学校
  - 筑西市立関城東小学校
  - 筑西市立関城西小学校
  - 筑西市立小栗小学校
  - 筑西市立新治小学校
  - 筑西市立古里小学校

- 特別支援学校
  - 茨城県立協和特別支援学校（小学部・中学部・高等部）

2010年開学予定でつくば薬科大学の設立準備が進められていたものの、計画は凍結された。

## 施設

### 病院
- 茨城県西部メディカルセンター

地方独立行政法人 茨城県西部医療機構が運営。隣接する桜川市の県西総合病院と市内の筑西市民病院との統合により市内大塚地区に平成30年10月に開院。

### 消防
- 筑西広域消防本部（上記の広域事務組合に属する広域消防で、結城市・筑西市・桜川市が管轄地域である。）
  - 筑西消防署 - 筑西市直井1076番地
    - 筑西消防署関城分署 - 上野1045番地1
    - 筑西消防署明野分署 - 倉持1123番地1
    - 筑西消防署協和分署 - 門井1976番地1
    - 筑西消防署川島出張所 - 下川島771番地1

### 警察
- 筑西警察署 - 筑西市直井938番地、筑西市全域を管轄。 
  - 下館駅前交番 - 丙160番地1
  - 明野地区交番 - 倉持1123番地1
  - 玉戸交番 - 玉戸2974番地4
  - 他に藤ケ谷駐在所、新治駐在所、折本駐在所がある。

### 管轄広域事務組合
- 筑西広域市町村圏事務組合
- 下妻地方広域事務組合
- 筑西食肉衛生組合
- 茨城租税債権管理機構
- 茨城県市町村総合事務組合
- 県西総合病院組合
- 筑北環境衛生組合

### スポーツ施設
- 下館総合体育館 - 上平塚627番地
- 下館運動場 - 上平塚627番地
- 下館武道館 - 下中山732番地1
- 関城体育館 - 藤ケ谷1846番地
- 明野トレーニングセンター - 海老ヶ島2120番地7
- あけの元気館
- 協和サッカー場 - 蓮沼1611番地3
- 筑西遊湯館 - 下川島471番地2

### 図書館

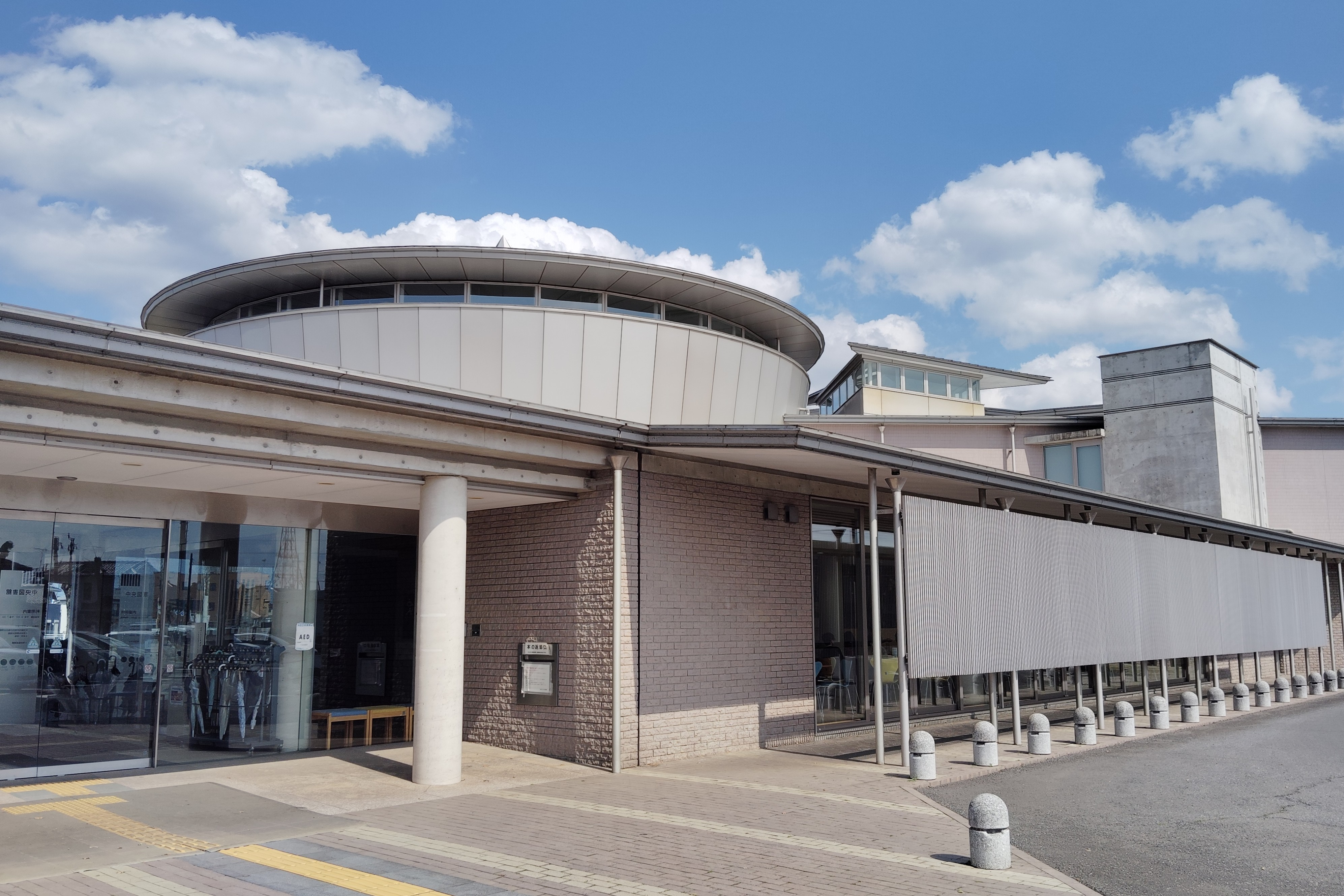
筑西市立中央図書館

- 筑西市立図書館
  - 筑西市立中央図書館
  - 筑西市立明野図書館
  - 関城分館
  - 協和分館

## 経済

### 地場産品・土産物
- こだまスイカ - 旧協和町で盛ん。

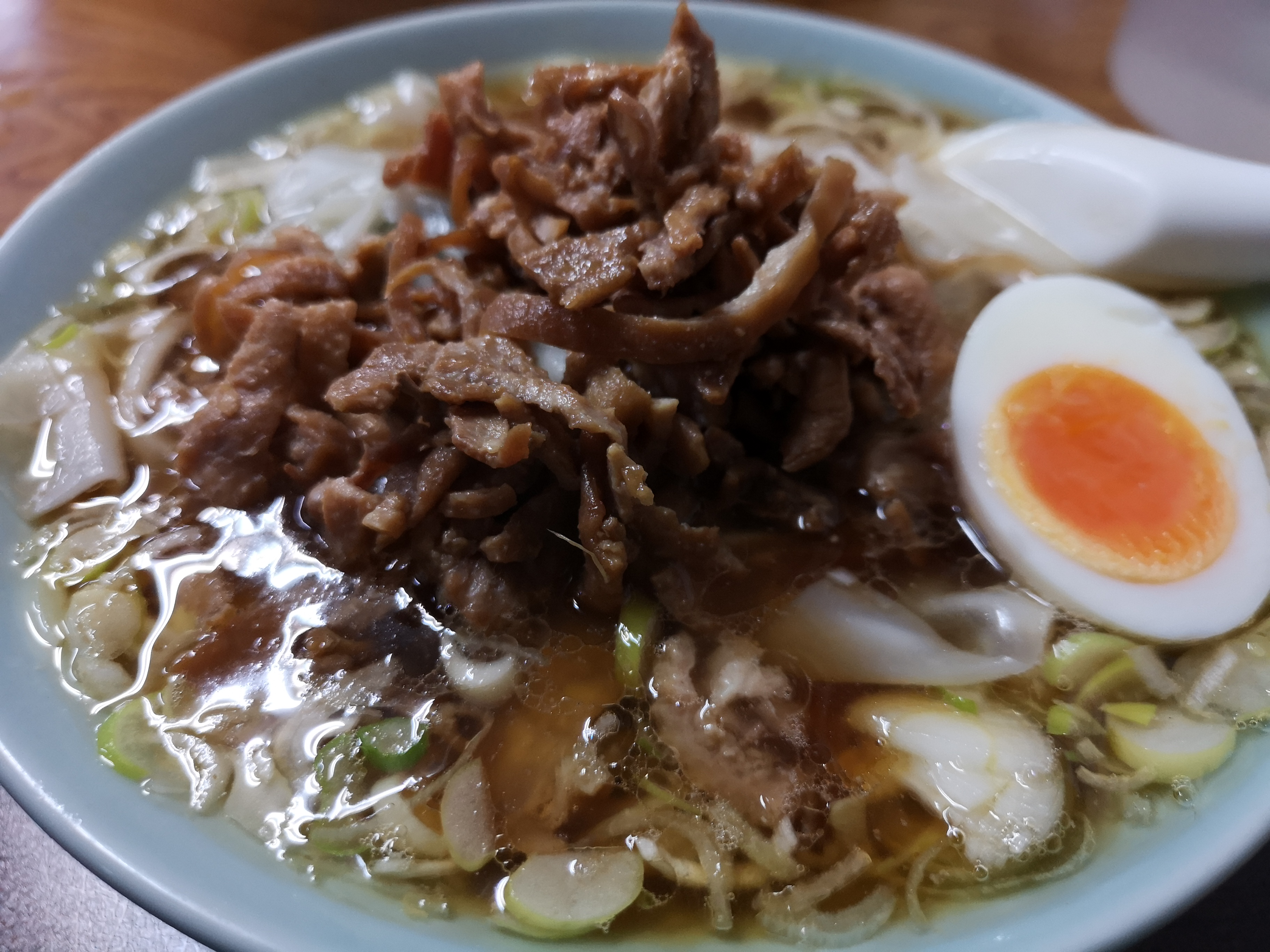
下館ラーメン

- 梨 - 旧関城町から旧下館市南部にかけて盛ん。
- イチゴ（とちおとめ等）- 栃木県と接する市北部で盛ん。
- 米（コシヒカリなど） - ほぼ全域で盛ん。
- ソバ（常陸秋そばなど） - 作付け面積は県内で一二を争う。
- 和菓子・洋菓子 - かつて「商都」と呼ばれるほど商業で栄えた下館地区では、贈答用など菓子類を売る店が多い。
  - 菓心ひろせ
  - 有限会社メゾンプチ
  - 株式会社かせき堂
  - 乙女家
  - 館最中本舗湖月庵
  - 筑波嶺望菓庵たちかわ
  - 和菓子処杉山
  - 波山の鳩杖最中
- 下館ラーメン - 鶏ガラ出汁の濃い口醤油スープと鶏肉チャーシューが特徴。2010年に「下館ラーメン学会」が発足[12]。

### 本社を置く企業
- メモリーテック（CD・DVD生産大手）
- 正栄デリシィ（菓子の製造販売）

### 商業施設
- 下館SPICA - 下館駅北口に隣接。かつてはサティや専門店が出店していたが、現在は市庁舎として利用され、駅前にもかかわらず商業施設の役割を終えている。

他に市内各所にスーパーマーケットが点在。

### 郵便局
- 下館地区 - 下館郵便局、下館駅前郵便局、下館大町郵便局 、下館横島郵便局、下館玉戸郵便局、川島郵便局、下館西方郵便局、嘉田生崎郵便局、河間郵便局、下館折本郵便局、五所郵便局
- 関城地区 - 関城郵便局、関城霞台郵便局、黒子郵便局
- 協和地区 - 協和郵便局、協和桑山郵便局、小栗郵便局
- 明野地区 - 明野郵便局、村田郵便局、中上野郵便局

### 金融機関
- 常陽銀行 - 下館支店（店舗内に「関城支店」を併設）、協和支店、明野支店、玉戸出張所
- 筑波銀行 - 筑西支店（店舗内に「下館支店」を併設）、川島支店、玉戸支店、関城支店、協和支店、明野支店、下館駅南出張所
- 結城信用金庫 - 下館支店、川島支店、下館南支店、関城支店、明野支店
- 茨城県信用組合 - 下館支店、関城支店、協和支店、明野支店
- 北つくば農業協同組合 - 本店（下館支店）、下館南支店、関城支店、協和支店、明野支店
- 他に東日本銀行、足利銀行、中央労働金庫、水戸信用金庫が1店舗ずつ出店（全て支店名は「下館支店」）。

## 交通

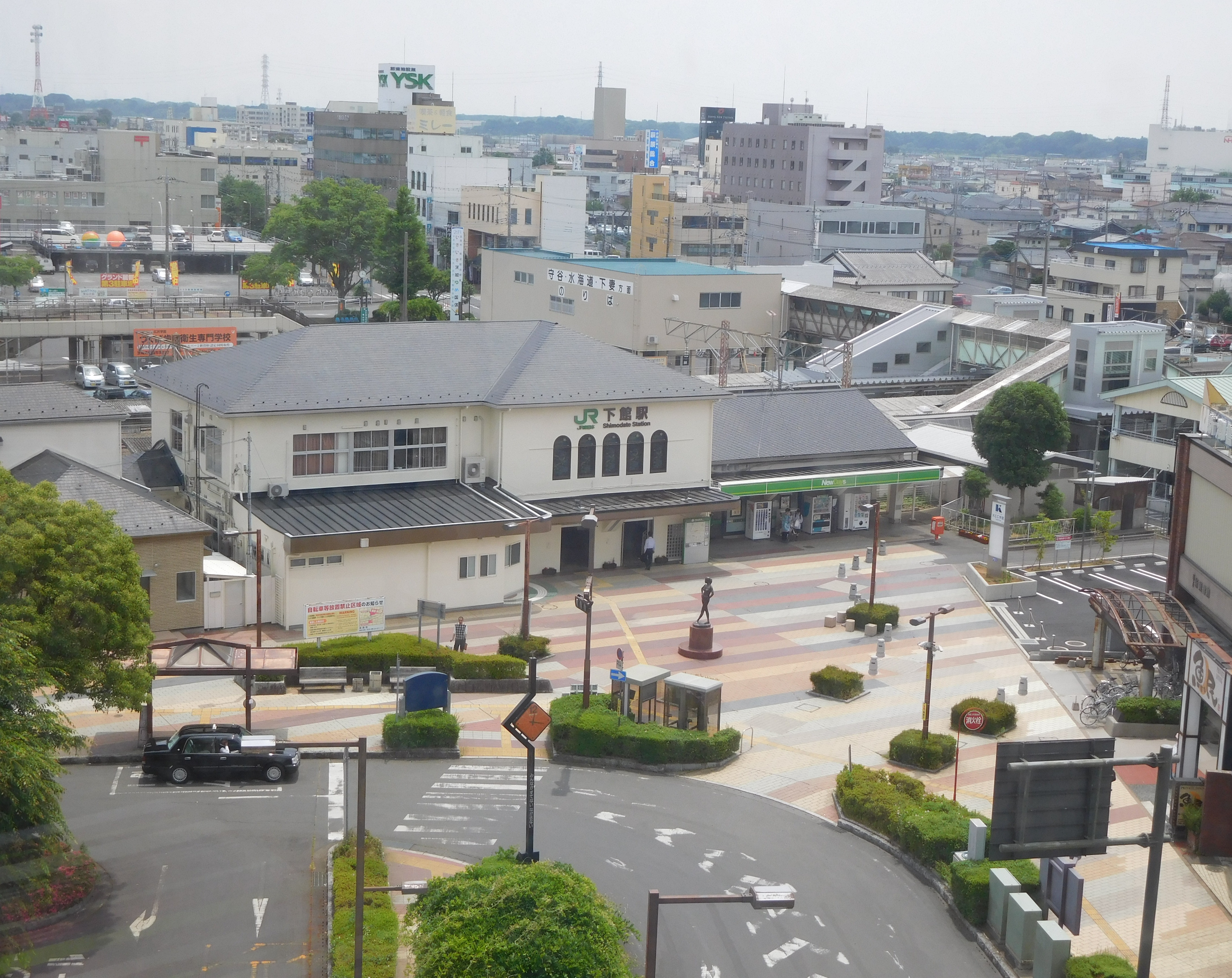
下館駅

### 鉄道
- 東日本旅客鉄道（JR東日本）
  - ■水戸線
    - 新治駅 - 下館駅 - 玉戸駅 - 川島駅
- 関東鉄道
  - ■常総線
    - 下館駅 - 大田郷駅 - 黒子駅
- 真岡鐵道
  - ■真岡線
    - 下館駅 - 下館二高前駅 - 折本駅 - ひぐち駅

中心駅である下館駅からちょうど東西・南北方向に路線が伸びている。東京都心までは、小山駅経由または守谷駅経由で1時間半から2時間。

#### かつて存在した鉄道
以下は 廃止路線である。
- 常総筑波鉄道
  - 鬼怒川線（三所線）
    - 大田郷駅 - 常総関本駅 - 三所駅

### バス

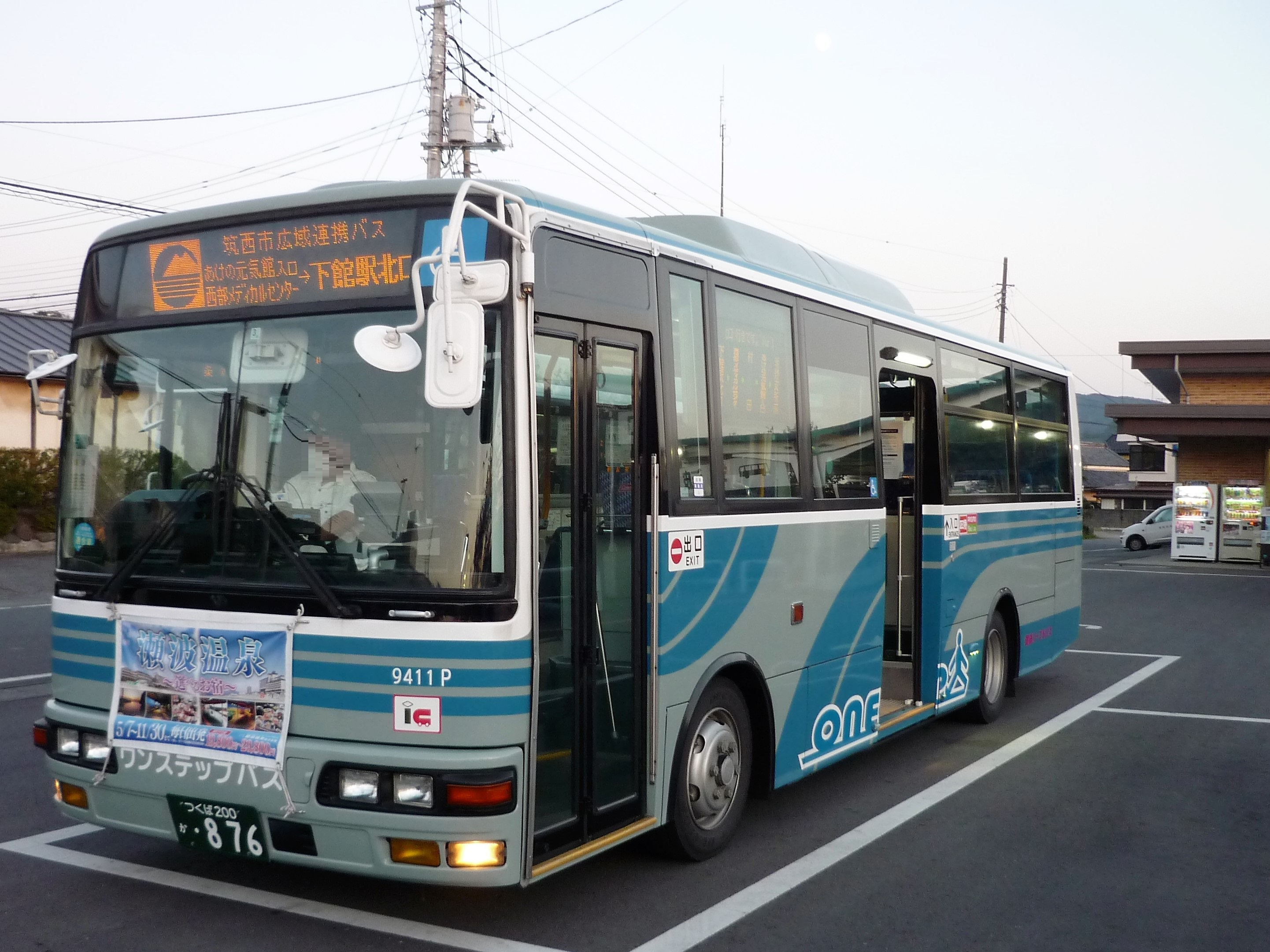
筑西市広域連携バス

- 筑西市広域連携バス（関東鉄道運行）： 下館駅北口 - 明野支所 - 筑波山口
  - ルート及び停留所はかつて下館駅 - 筑波駅間を結んでいた関鉄パープルバスの路線をほぼ踏襲している（筑波山口はかつての「筑波駅」停留所）。2016年（平成28年）10月1日から実証実験運行が行われ、2017年10月1日から本格運行を開始した[13]。
- 筑西市地域内運行バス実証実験（関東鉄道運行）：下館駅南口 - 下館工業高校前 - 玉戸駅 - 川島駅南 - 筑西遊湯館
  - 2017年10月1日運行開始[14]。
- 筑西・下妻広域連携バス実証実験（関東鉄道運行）：川島駅 - 筑西遊湯館 - 関城支所前 - 下妻駅
  - 2020年10月1日運行開始[15]。
- 高速バス「桜川・筑西ライナー」（茨城交通が運行）： 岩瀬駅 - 道の駅グランテラス筑西 - 下館駅南口 - 八潮PA（TX八潮駅）（東京行きの降車のみ） - 東京駅鍛冶橋駐車場
  - 2019年7月23日運行開始。1日3往復運行。

かつては下館駅を中心に各方面への路線バスが伸びていたものの自家用車の普及とともに次々と廃止され、2000年代には関鉄パープルバスによる下館駅 - 筑波駅、下館駅 - 真壁駅の両路線が残るのみとなり、その両路線も2008年（平成20年）4月までに廃止されている。また2000年（平成12年）前後に旧下館市が「下館市福祉巡回バス」を運行していたが数年で廃止となり、京都・大阪方面と栃木県の各都市を結ぶ夜行高速バス「とちの木号」が下館駅北口経由の路線を開設していた時期もあった（2002年～2006年）が、これも運行を終えている。その結果、「わかば号」が2014年（平成26年）7月22日に運行を開始するまでは、桜川市とともに”非通年運行”を含めて路線バス・高速バスが1路線も走っていない状態であった。その後、広域連携バスの運行開始により、両市ともに毎日運行の路線バスが復活している。2019年7月23日からは高速バス「桜川・筑西ライナー」の運行も始まり、筑西市内では道の駅グランテラス筑西、下館駅南口に停車する。

### 乗合タクシー
- のり愛くん - 利用には、利用登録と事前予約が必要。

### 道路
- 高速道路
  - 北関東自動車道

市内を通っているが、インターチェンジは無い。最寄りのインターチェンジは真岡ICおよび桜川筑西ICで、このうち「桜川筑西」は筑西市側の要望を受けて名称に「筑西」を加えた経緯がある。
- 一般国道
  - 国道50号
    - 東方面 - 桜川・笠間・水戸・大洗
    - 西方面 - 結城・小山・佐野・足利・前橋

  - 国道294号
    - 北方面 - 真岡・益子・茂木
    - 南方面 - 下妻・常総・取手

  - 国道408号（市内全区間が国道294号との重複区間）
- 主要地方道
  - 茨城県道7号石岡筑西線
  - 茨城県道14号筑西つくば線
  - 茨城県道15号結城下妻線
  - 茨城県道23号筑西三和線
  - 茨城県道45号つくば真岡線
  - 茨城県道54号明野間々田線
- 一般県道
  - 茨城県道149号横塚真壁線
  - 茨城県道151号荻島真壁線
  - 茨城県道204号結城二宮線
  - 茨城県道207号高田筑西線
  - 茨城県道216号岩瀬二宮線
  - 茨城県道303号舟玉川島停車場線
  - 茨城県道304号小川川島停車場線
  - 茨城県道305号下館停車場線
  - 茨城県道306号下館停車場荒線
  - 茨城県道316号真岡筑西線
  - 茨城県道357号谷和原筑西線
  - 茨城県道336号太田郷停車場線
  - 茨城県道303号舟玉川島停車場線

### 自動車交通
- ナンバープレートは「つくばナンバー」である。ご当地ナンバーとして新設され、2007年（平成19年）2月13日から導入された。
- 2007年より2016年時点まで、自家用車の世帯当たり台数が日本で最も多い都市となっている[16]。

## 名所・旧跡・観光スポット・祭事・催事

### 名所・旧跡
- 関城跡（国の史跡）
- 内外大神宮（社殿3棟が国の重要文化財）
- 新治廃寺跡（国の史跡）
- 新治郡衙跡（国の史跡）
- 旧尾見家住宅（国の登録有形文化財）
- 伊佐城跡（県指定史跡）
- 船玉古墳（県指定史跡）装飾古墳
- 久下田城跡（県指定史跡）
- 板谷波山生家（県指定史跡）：板谷波山記念館内
- 下館城跡（市指定文化財）
- 石造五輪塔（県指定文化財）

### 観光スポット
- 真岡鐵道 - 蒸気機関車が毎週土日および連休期間に運行されている。
- しもだて美術館
- 道の駅グランテラス筑西
- ザ・ヒロサワ・シティ - 鉄道車両や航空機などの保存展示を行っているほか、美術館やゴルフ場、レジャー施設等を多数もつ。

かつて「商都」と呼ばれた名残を残す建築物が下館地区旧市街に多く残る。特に「荒川家住宅」（荒七および荒為）と「一木歯科医院」は国の登録有形文化財に登録されている。

### 祭事・催事
- 下館大町だるま市–下館地区市街地、大町通りで1月頃開催
- 下館祇園祭 –下館地区市街地で毎年7月下旬に開催
- 下館灯ろう流し –勤行川河畔で8月上旬に開催
- 下館盆踊り–下館地区市街地で8月中旬に開催
- 明野ひまわりフェスティバル–明野地区で8月下旬頃開催
- 関城の祭典どすこいペア–関城地区で秋に開催
- 小栗判官まつり–協和地区で冬に開催

### 筑西市が登場する作品
- またいつか夏に。（映画） - 2012年開催の第4回沖縄国際映画祭に出品する地域発信型映画のロケ地になった[17]。

## 出身・在住有名人

### 出身人物
- 常陸入道念西 - 伊達氏の祖
- 斎藤伝鬼房（剣豪）
- 水谷正村（水谷蟠竜斎） - 戦国武将・下館城主
- 福田蘭堂 - 音楽家、洋画家 青木繁と福田たねの子
- 大塚博紀 - 空手家、和道流開祖者
- 板谷波山 - 陶芸家、文化勲章受章、名誉市民
- 森田茂 - 洋画家、文化勲章受章、名誉市民
- 関彰 - 関彰商事株式会社創業者、名誉市民
- 稲葉清右衛門 - ファナック株式会社創業者、名誉市民
- 稲葉善治 - ファナック株式会社会長
- 尾見半左右 - 富士通株式会社常務
- マギー司郎 - 手品師・タレント
- 栗原すみ子 - 占い師（新宿の母）
- 片山晋呉 - プロゴルファー
- 田宮謙次郎 - 元プロ野球選手（大阪・大毎）、元下館市議会議員
- 渡辺秀一 - 元プロ野球選手（ダイエー）
- 岡野知子 - 元バレーボール選手・デンソー・エアリービーズ
- 赤城宗徳 - 元衆議院議員、自由民主党（元内閣官房長官、防衛庁長官など）
- 赤城徳彦 - 元衆議院議員、自由民主党（元農林水産大臣）
- 小山田保裕 - 元プロ野球選手（横浜ベイスターズ）
- 鈴木寛人 - 元プロ野球選手（広島東洋カープ）
- 鉄炮塚葉子 - 声優
- 中沢健 - 作家・芸人
- Gたかし - 物真似芸人
- 中丸美繪 - 作家、中丸三千繪の姉、医師・山村隆の妻
- 中丸三千繪 - オペラ歌手、マリア・カラス賞受賞
- 坂入姉妹 - 童謡歌手
- 中嶋博行 - 作家、江戸川乱歩賞受賞
- 吉川潮 - 作家
- Mr.blistah - 歌手 クレンチ&ブリスタメンバー
- DJ SHIMAMURA - 作曲家、DJ
- 神原千恵 - ACCSアナウンサー、元NHK水戸放送局キャスター、元茨城放送パーソナリティ
- 水越恭子 - フリーアナウンサー
- 聖叶亜 - 宝塚歌劇団宙組男役
- 吉永隆博 - 運輸・国土交通官僚[18]

### ゆかりの著名人
- 青木繁 - 洋画家、明治38年（1905年）に真壁郡伊讃村川島（現：筑西市）に滞在して「大穴牟知命」（石橋財団蔵）を制作。
- 西条八十 - 作詞家、第二次世界大戦中に疎開した縁で下館音頭、下館第一高等学校校歌の作詞を手がける。
- 安倍晴明 - 陰陽師。諸説あるものの、常陸国猫島（現・筑西市）の生まれである、という伝説がある。